# Gulval
Gulval – wieś w Anglii, w Kornwalii. Leży 2 km na północny wschód od miasta Penzance i 409 km na zachód od Londynu.